# Карпіцько
Карпіцько (пол. Karpicko, нім. Karpitzko) — село в Польщі, у гміні Вольштин Вольштинського повіту Великопольського воєводства.
Населення — 1405 осіб (2011).
У 1975-1998 роках село належало до Зеленоґурського воєводства.

## Демографія
Демографічна структура станом на 31 березня 2011 року:
|          | Загалом | Допрацездатний вік | Працездатний вік | Постпрацездатний вік |
| -------- | ------- | ------------------ | ---------------- | -------------------- |
| Чоловіки | 709     | 157                | 482              | 70                   |
| Жінки    | 696     | 143                | 411              | 142                  |
| Разом    | 1405    | 300                | 893              | 212                  |